# XDrive

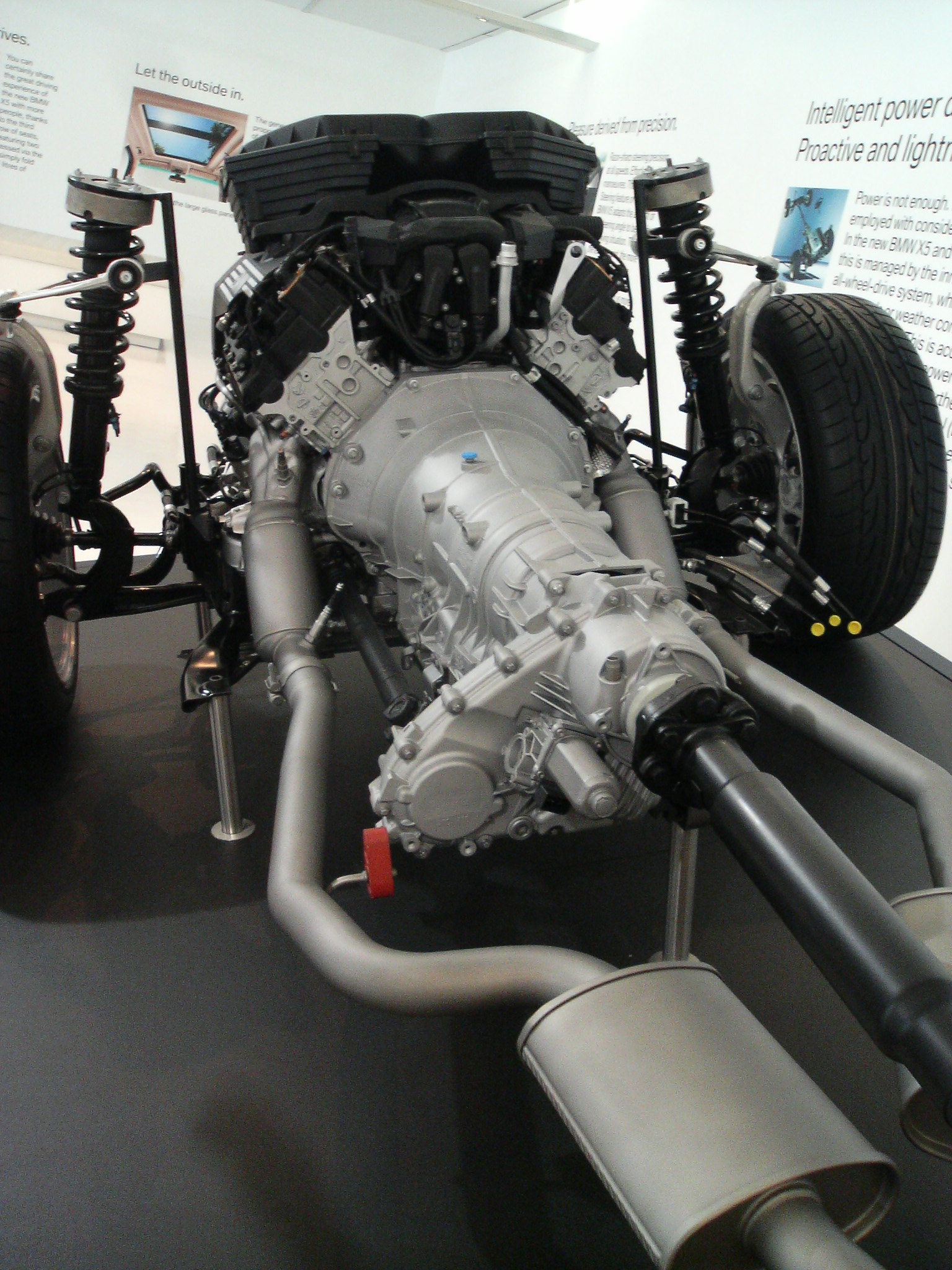
BMW xDrive

xDrive ist die Marke für das Allradantriebssystem von BMW, das seit dem Erscheinen des BMW X3 im Jahr 2003 in den meisten Modellreihen der Marke erhältlich ist.
Das System gehört zur Serienausstattung des BMW X6. Gegen Aufpreis lieferbar ist es für den aktuellen X1, X3, X4, X5, 1er, 2er, 3er, 4er, 5er, 5er GT, 6er, 7er und 8er (auch in den Touring-Varianten G21 und G31), die Varianten mit verlängertem Radstand (G12) und in der Coupé-Variante z. B. G22.
Seinen ersten Allradantrieb nach dem Krieg hatte BMW beim 325i im Jahr 1985 angeboten; die Modellbezeichnung wurde um ein X ergänzt (325iX).

## Funktionsweise
Frontmotor längs:
Bei den Modellen mit BMW-typischem Standardantrieb, also Frontmotor und Hinterradantrieb, besteht das System aus dem Antrieb der Vorderräder, das heißt dem vorderen Differential, den Antriebswellen und einer elektronisch gesteuerten Lamellenkupplung, die innerhalb weniger Millisekunden den Vorderachsantrieb zuschalten kann. Die Antriebskraftverteilung kann dabei stufenlos geregelt werden und wird laufend automatisiert der Fahrsituation angepasst. 
Unter normalen Fahrbedingungen arbeitet das System mit einer Grundverteilung der Antriebsmomente von 40 bis 60 Prozent zwischen Vorder- und Hinterachse. 
Im Extremfall, wenn die Hinterräder auf Eis und die Vorderräder auf griffigem Untergrund stehen, können Vorder- und Hinterachse starr miteinander verbunden und so der gesamte Vortrieb von der Vorderachse geleistet werden. Zum Erkennen der Fahrsituation erhält das System von der Sensorik der dynamischen Stabilitätskontrolle (DSC) und des elektronischen Stabilitätsprogramms (ESP) die notwendigen Informationen. So kann zum Beispiel Übersteuern des Fahrzeugs in einer Kurve verringert werden, indem das System einen Teil des Antriebsmomentes auf die Vorderachse leitet. Durch Öffnen der Kupplung gelangt mehr Leistung zur Hinterachse (verhindern von Untersteuern).
Frontmotor quer:
Bei BMW-Fahrzeugen auf Basis der UKL2-Plattform mit quer eingebautem Motor und Frontantrieb, zum Beispiel dem X1 (BMW F48), ist ein anderes System eingebaut. Hier wird die Vorderachse immer angetrieben und die Hinterachse schaltet sich nur bei Bedarf zu, vergleichbar mit der Haldex-Kupplung des VW-Konzerns.